# Сутичка (фільм, 1995)
«Сутичка» (англ. Heat, дос. «спека, жар, запал, розпал») — американський кримінальний бойовик 1995 року, знятий режисером Майклом Манном. Станом на 1 березня 2024 року фільм займав 112-ту позицію у списку 250 найкращих фільмів за версією IMDb.

## Сюжет
Ніл Мак-Колі (Роберт Де Ніро) очолює банду, в яку входять його друзі: Кріс Шихерліс (Вел Кілмер), Майкл Черітто (Том Сайзмор) і Трехо (Денні Трехо). Вони здійснюють ретельно спланований напад на броньовану машину, і їм вдається вкрасти 1 мільйон 600 тисяч доларів США. Сума знаходиться в облігаціях шелл-компанії «Акції та інвестиції Малібу», керованої Роджером ван Зантом (Вільям Фіхтнер). Ця компанія відмиває гроші, отримані від продажу наркотиків, через офшорні банківські рахунки. Пограбування ускладнюється тим, що новий член банди, Вейнгро (Кевін Ґейдж), вбиває охоронця. Через це бандитам доводиться вбити інших охоронців як свідків. Після пограбування Мак-Колі зустрічається зі своїм перекупником, Нейтом (Джон Войт), який пропонує продати облігації самому ван Занту за 60 % їх вартості замість того, щоб відмити їх за 40 %. Оскільки облігації були застраховані на 100 %, ван Зант отримає 40 % від 1 мільйона 600 тисяч понад свою страховку, а Мак-Колі зі своєю командою отримають на 20 % більш ніж вони розраховували отримати.
Пізніше Мак-Колі зустрічається зі своєю групою в невеликому ресторанчику, щоб обговорити ділення грошей. Знаходячись в люті через те, що Вейнгро спровокував бійню, Мак-Колі зі своєю групою намагаються вбити Вейнгро, але завдяки поліцейській машині, що проїжджає повз них, Вейнгро вдається зникнути. Тим часом ван Зант погоджується купити облігації, але дає команду своїм людям влаштувати засідку Мак-Колі на зустрічі й повернути облігації. За допомогою своєї команди Мак-Колі уникає засідки й обіцяє помститися.
Розслідуючи напад на броньовану машину, лейтенант Вінсент Ханна (Аль Пачіно) з елітного відділу вбивств і грабунків департаменту поліції Лос-Анджелеса дізнається від інформаторів, що Мак-Колі зі своєю групою планують пограбувати склад дорогоцінних металів. Ховаючись у вантажівці, Ханна зі своєю групою стежить за складом і готується заарештувати Мак-Колі і його групу, але нетерплячий спецпризначенець незграбно стукає в борт вантажівки, мимоволі попередивши Мак-Колі про стеження. Зрозумівши, що він не може арештувати банду за пограбування, поки вони не вкрадуть метали, Ганна дозволяє їм втекти.
Мак-Колі зустрічається з членами своєї групи й розповідає їм про стеження, а також говорить, що вони повинні обрати, чи вартує їх наступна гра ризику. Йдеться про пограбування банку з передбачуваним результатом в 12 мільйонів доларів, який дозволить Мак-Колі «піти на пенсію». Кожен член групи погоджується з планом пограбування, а розслідування і подальша організація пограбування освітлюють, як ламається особисте життя персонажів: третій шлюб Ганна з його дружиною Джастін (Даян Венора) знаходиться в ранній стадії розриву через виснажливий режим його роботи й проблемну падчерку Лорен (Наталі Портман), доньку Джастін від попереднього шлюбу; стосунки Шихерліса з його дружиною Шарлін (Ешлі Джад) руйнуються через його лудоманію, який приводить її до перелюбства з іншим чоловіком (Хенк Азаріа). Лише Мак-Колі, який живе наодинці, що забороняє прихильність і що підкреслює непостійність, оновлює своє життя багатообіцяльними стосунками з Іді (Емі Бреннеман), добрим, наївним дизайнером, яка думає, що він продає метали.

## У ролях
- Аль Пачино — лейтенант Вінсент Ханна
- Роберт Де Ніро — Ніл Мак-Колі
- Вел Кілмер — Крис Шихерліс
- Том Сайзмор — Майкл Черітто
- Денні Трехо — Техо
- Джон Войт — Нейт
- Емі Бреннеман — Іді
- Даян Венора — Джастін Ханна
- Денніс Хейсберт — Дональд Брідан
- Ешлі Джад — Шарлін Шихерліс
- Наталі Портман — Лорен Густафсон
- Майкелті Вільямсон — сержант Друкер
- Вес Стьюді — детектив Казальс
- Тед Левайн — Боско
- Вільям Фіхтнер — Роджер ван Занте
- Том Нунан — Келсо
- Кевін Ґейдж — Вейнгро
- Генк Азаріа — Алан Марчіано
- Сьюзен Трейлор — Елен Черітто
- Кім Стонтон — Лілліан
- Кері-Хіроюкі Тагава — поліцейський (в титрах не зазаначений)

## Цікаві факти
- В інтерв'ю, яке в 1983 році дав режисер Майкл Манн журналу «The Keep», він заявив, що хотів би побачити «Сутичку», сценарій якої вже було в цей час написано, на екрані, але у нього немає бажання бути режисером.
- Фільм був знятий в 65 місцях Лос-Анджелеса.
- Ксандер Берклі грає епізодичну роль Ральфа. Він також з'являється в ролі Вейнгро у фільмі «Зроблено в Лос-Анджелесі», рімейком якого і є «Сутичка».
- Вел Кілмер грає роль, яку спочатку зіграв Пітер Добсон у фільмі «Зроблено в Лос-Анджелесі». Добсон також грав Елвіса Преслі у фільмі 1994 року «Форрест Гамп», роль, яку зіграв Кілмер у фільмі 1993 року «Справжнє кохання».
- Композитор Елліот Голденталь написав музику «Hand In Hand» до фінальної сцени. Майкл Манн замінив її піснею Мобі «God Moving Over the Face of the Water», тому Голденталь використав музику в кінцевих титрах фільму наступного року «Майкл Коллінз», замінивши електрогітару скрипкою, щоб пісня була ближчою до ірландського стилю.
- «Сутичка» — це другий фільм після «Хрещеного батька II», в якому разом зіграли Аль Пачино і Роберт Де Ніро, і перший фільм, в якому вони з'являються в спільних сценах.
- У 2005 році творці кінокартини випустили колекційний DVD з додатковими сценами, що не ввійшли в основний зміст, і двома авторськими програмами «10 after» (репортаж з місць зйомки кінофільму, через 10 років) і «True crime story» (історія про реальних людей, які надихнули режисера на створення «Сутички», а також — ексклюзивні інтерв'ю з усіма акторами.
- Сцена вуличної перестрілки (після невдалого пограбування банку) знімалася 4 дні, і почалася 24 березня — в «День матері». Матері та діти, що заполонили літні майданчики на одному з центральних бульварів Лос-Анжелеса, були здивовані тим, що відбувається навколо і не відразу зрозуміли, що йдуть зйомки.
- Актор, який виконав роль Вейнгро (вигнаний подільник МакКоулі, і за сумісництвом — серійний маніяк-вбивця) відбув тюремний термін за розведення марихуани з 2003 по 2005 рік. Продовжує зніматися у фільмах.
- У сцені, де компанія сидить в кафе і Мак-Колі збирається «розплатитися» з Вейнгро, з вулиці у вітрині відображаються оператор з камерою, його асистент з візком, машина (на задньому фоні), хоча перед кафе розташована автопарковка.
- Українською мовою відомо три варіанти перекладу назви фільму — Двобій, Сутичка та Протистояння.

## Премії та номінації
- 1996 — Премія «Сатурн»
  - Найкращий пригодницький фільм або бойовик
  - Найкращий кіноактор другого плану — Вел Кілмер
- 1996 — Премія Чиказької асоціації кінокритиків
  - Найкращий фільм
- 1996 — Премія Товариства кінематографії та звукозапису[en]
  - Видатне досягнення в області звуку для повнометражного фільму — Кріс Дженкінс[en], Рон Бартлетт, Марк Сміт, Лі Орлов
- 1996 — MTV Movie Awards[en]
  - Найбажаніший чоловік — Вел Кілмер (у тому числі за фільм «Бетмен назавжди»)
- 1997 — YoungStar Awards[en]
- Найкраща роль молодої актриси в драматичному фільмі — Наталі Портман

## Виноски
1. ↑  Також відомий під назвами «Двобій», «Протистояння», «Схватка»